# C. & E. Fein

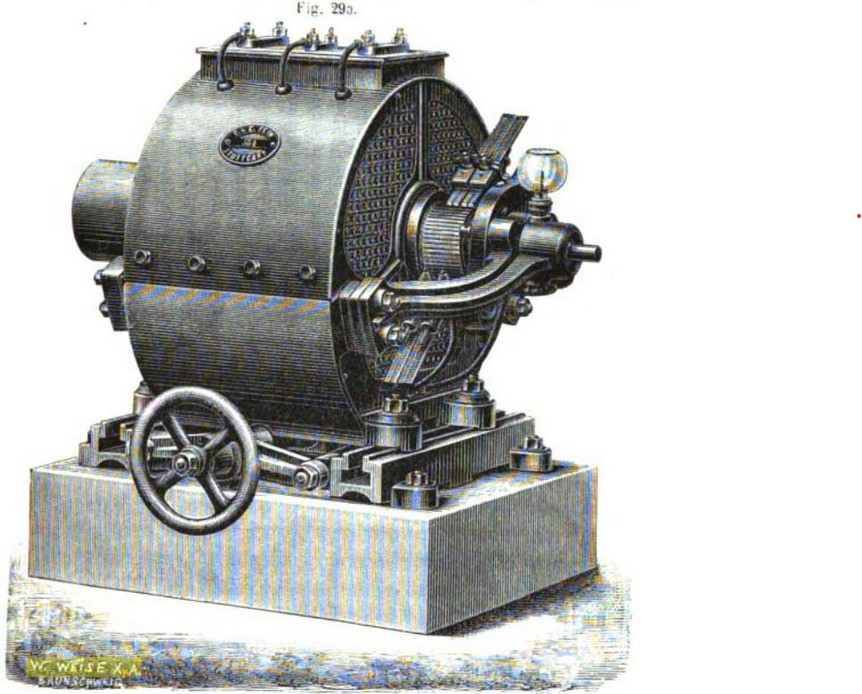
Ab 1888 von C. und E. Fein produzierte „Dynamomaschine“;
Illustration von 1890, signiert W. Weise, X. A., Braunschweig

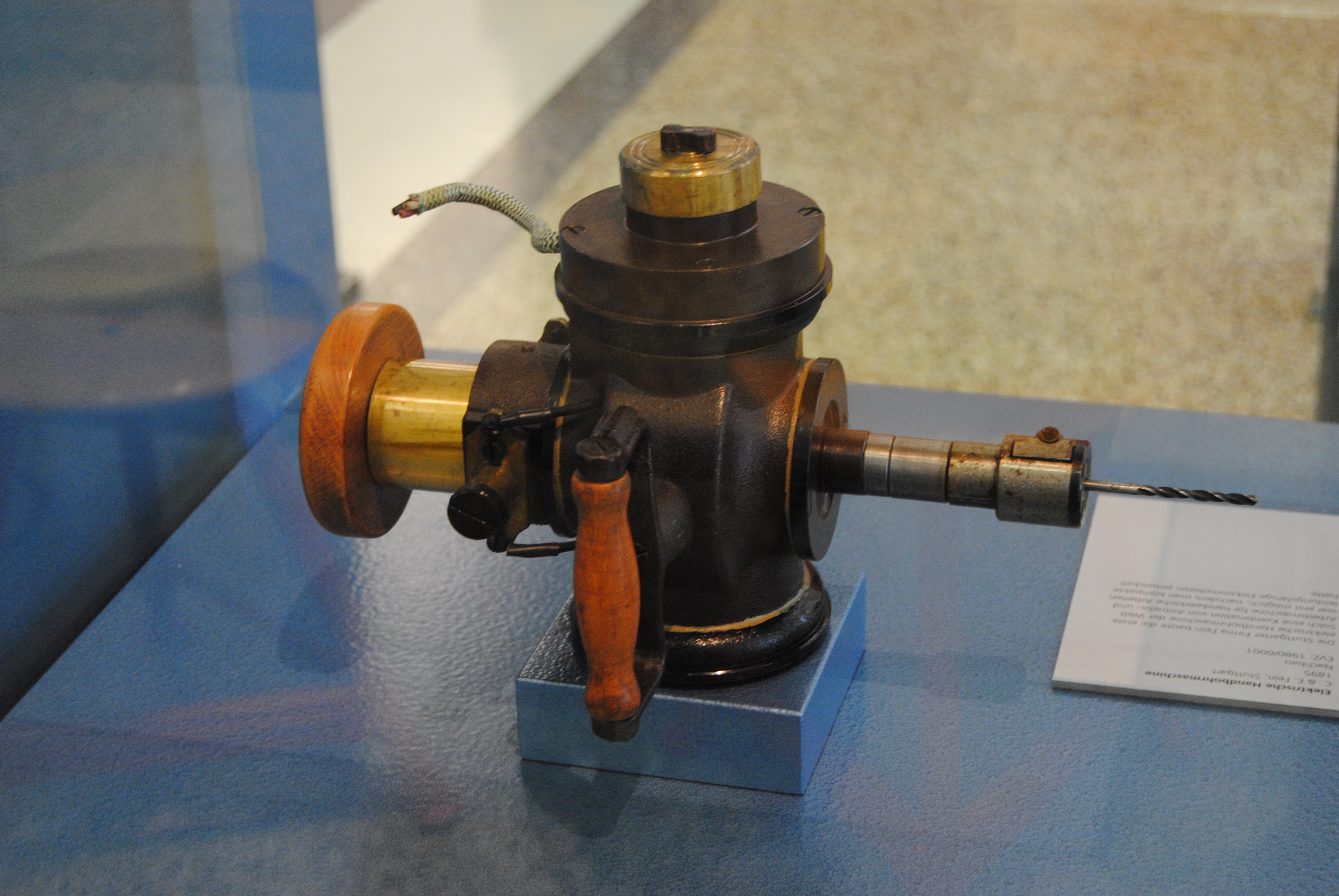
Fein-Handbohrmaschine von 1895 (Replik) im Technoseum Mannheim

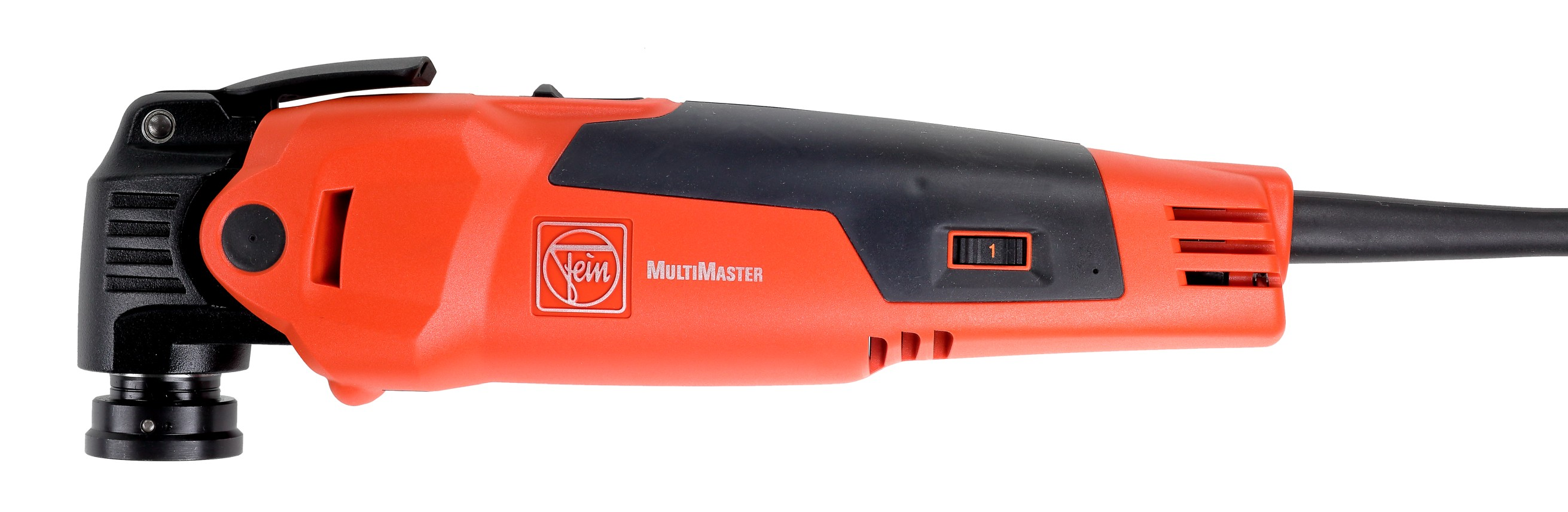
Fein Multimaster

Die Fein-Verwaltung GmbH  (wichtigste Tochtergesellschaft: C. & E. Fein GmbH) ist ein Hersteller von Elektrowerkzeugen und speziellen Anwendungslösungen für Industrie und Handwerk im Bereich Metallverarbeitung, Ausbau und Automobilherstellung. Der Firmensitz befindet sich in Schwäbisch Gmünd-Bargau.

## Unternehmen
Das Unternehmen hat rund 900 Mitarbeiter, davon 530 in Deutschland  und verfügt über 500 Patente und 700 Schutzrechte. 16 internationale Tochtergesellschaften und Vertretungen vertreiben Fein-Produkte in 45 Ländern.
Die C. & E. Fein GmbH produziert Elektrowerkzeuge für die Anwendungsbereiche Verschraubung, Edelstahlbearbeitung, Hochleistungsschleifen, Bohren/Kernbohren, Innenausbau, Renovierung, Kfz-Instandsetzung, Bootsinstandhaltung und industrielle Serienmontage.

## Geschichte
1867 gründete Wilhelm Emil Fein zusammen mit seinem Bruder Carl in Stuttgart eine „Mechanische Werkstatt“ – die Firma C. & E. Fein. Die ersten Produkte der Firma waren ab 1873 medizinische Induktionsapparate. 1875 wurde von Wilhelm Emil Fein der erste elektrische Feuermelder erfunden.
Bei der Festveranstaltung zum 25. Firmenjubiläum im Kultur- und Kongresszentrum Liederhalle feierte man außerdem die Fertigstellung der 1000. Dynamomaschine aus eigener Herstellung. Die Stadt Stuttgart ließ 1879 eine von der Firma Fein entwickelte Feuermeldeanlage installieren, die aus insgesamt neun Sprechstationen (Morsetelegraphen) und 50 Meldestationen (Feuermelder), außerdem einigen Telefonen bestand. Weitere Städte mit Feuermeldeanlagen der Firma Fein waren (Jahr der Installation in Klammern): Nürnberg (1878), Gotha (1881), Ludwigsburg (1881), Frankfurt (Oder) (1882), Worms (1883), Regensburg (1887), Eßlingen am Neckar (1891), Bayreuth (1891), Karlsruhe (1892), Schwerin (1894) und Kempten (1894).
1885 entwickelte die Firma das erste tragbare Telefon, das für militärische Zwecke genutzt wurde. 1895 erfand Fein die weltweit erste elektrische Handbohrmaschine, die als Vorläuferin der Elektrowerkzeuge gilt.
Im Jahr 1892 ermöglichte die damalige Herzogin von Württemberg, Wera Konstantinowna Romanowa (1854–1912), Wilhelm Emil Fein die Installation einer telegrafischen Übertragungsanlage, mit der eine Opernaufführung in ihre Wohnung übertragen werden konnte.
Die erste „Bohrmaschine mit elektro-pneumatischem Schlagwerk“ wurde 1914 von der Firma Fein gebaut und zum Patent angemeldet. 1927 entwickelte Fein die erste Blechschere und die erste Stichsäge.
In den 1950er Jahren verhalf eine Fein-Zwerg genannte handliche kleine Bohrmaschine zu einem Popularitätsschub.
Das erste Elektrowerkzeug mit Oszillationstechnik kam 1967 auf den Markt, zum damaligen Zeitpunkt als Gipsverbandsäge (oszillierende Säge). 1985 erschien der erste Akku-Schrauber der Firma. Das Fein-Schnellspannsystem QuickIN machte 1987 den Umgang mit Winkelschleifern erheblich sicherer. Werkzeug des Jahres 2001 war der Fein-Winkelschleifer WSB 20-180/230. 2002 folgte ein Bundespreis für den Winkelschrauber Mammut. Das TipStart-System durch Lichtleiter des Fein Evo veränderte das Bedienkonzept von Winkelschleifern, konnte sich am Markt durch die für Profi-Anwender ungewohnte schalterlose Bedienung aber nicht durchsetzen. 2007 präsentierte das Unternehmen eine MultiMaster-Generation mit QuickIN und besserer Handhabung. 2011 präsentierte die Firma Fein das erste handgeführte Kernbohrsystem für Metall, die KBH 25. 2016 brachten Fein und Bosch die einheitliche Starlock-Werkzeugaufnahme für oszillierende Elektrowerkzeuge (Oszillierer) in drei Leistungsklassen auf den Markt, die heute mehrere Hersteller nutzen.